# متحور دلتا
متحور دلتا (بالإنجليزية: Delta variant) واسمه الكامل سارس-كوف-2 متحور دلتا (بالإنجليزية: SARS-CoV-2 Delta variant)؛ أحد تحورات فيروس كورونا المرتبط بالمتلازمة التنفسية الحادة الشديدة النوع 2، الفيروس المسبب لمرض فيروس كورونا 2019، وهو أحد المتحورات الثلاثة للتسلسل بي 1.617 أو التسلسل B.1.617 (بالإنجليزية: Lineage B.1.617) إلى جانب كل من متحور كابا ومتحور B.1.617.3. يُعرف متحور دلتا أيضًا برقمه التسلسلي «B.1.617.2». اكتُشف هذا المتحوّر للمرة الأولى في ديسمبر 2020 في الهند. في 28 أبريل 2021، صُنفته هيئة الصحة العامة في إنجلترا، على أنه تحور قيد التحقيق وأصبح يُسمّى وفقًا لهذا التصنيف «VUI-21APR-02»، ثم رفعت تصنيفه في 7 مايو 2021، إلى مستوى تحور مثير للقلق وأصبح يُسمّى وفقًا لهذا التصنيف «VOC-21APR-02»، بناءً على تقييم قابلية انتشاره ومعدل عدواه، التي تعادل متحور ألفا. بعد ذلك بأيام، تحديدًا في 11 مايو 2021، اعتمدت منظمة الصحة العالمية هذا التصنيف، وقالت إن الأدلة أظهرت أن للمتحور قابلية انتقال أعلى وهو يحد من عمليات تحييد الفيروس.
يُعتقد أن «متحور دلتا» هو المسؤول جزئيًا عن الموجة الثانية من جائحة كورونا في الهند التي بدأت في فبراير 2021، وأدت إلى مئات الآلاف من حالات الإصابة وعشرات الآلاف من حالات الوفاة. يتميز هذا التحور بثلاث طفرات رئيسة تساعده على التخفي المناعي وسرعة الانتشار، ويعد أخطر متحورات كورونا، يليه متحور كابا.

## اسمه
سُميَّ المتحور «B.1.617.2»، باسم «متحور دلتا» بموجب نظام تسمية جديد أقر في 31 مايو 2021 من قبل منظمة الصحة العالمية، التي أطلقت على متحورات كورونا أسماءً مماثلة بالاعتماد على أسماء أحرف الأبجدية اليونانية، وهدفت من ذلك تجنيب البلدان التي تظهر فيها متحورات كورونا لأول مرة مضار نسبة المتحور إليها بعد أن شاعت الأسماء المنسوبة جغرافيًّا في وسائل الإعلام للمتحورات الخمسة الأكثر انتشارًا عالميًّا، والمُصنفة ما بين متحورات قيد المراقبة والتحقيق أو مثيرة للانتباه أو مثيرة للقلق، مثل: المتحور البريطاني، المتحور الجنوب أفريقي، المتحور البرازيلي، المتحور النيويوركي، والمتحور الهندي، وهو ما دفع «وزارة الإلكترونيات والإعلام الهندية» أن تصدر تعميمًا يحظر ويُجرم تداول الاسم، بداعي «مكافحة نشر المعلومات الكاذبة التي تضر بسمعة البلاد». جاء في بيان «منظمة الصحة العالمية» أنها اعتمدت هذا النظام بعد استشارة الخبراء الذين أجمعوا على وضع أسماء جديدة، «تكون أسهل وأكثر عملية لمناقشتها من قبل الجماهير غير العلمية».

## سمته
يتميز «متحور دلتا» أو «متحور B.1.617.2» بأنه متحور هجين، يضم ثلاث طفرات رئيسية نتج عنها تغييرات في مواضع في تسلسل الحمض النووي لفيروس كورونا، عزّزت من بناء البروتينات الشوكية التي يستخدمها الفيروس للالتصاق بالخلايا البشرية، والطفرات الثلاث التي صُنِفت على أنها مثيرة للقلق، هي، «دي 614 جي» و«إل 452 آر» و«بي 681 آر»:
- طفرة «دي 614 جي» (بالإنجليزية: D614G): هذه الطفرة حدثت عند الموضع 614، في تسلسل الحمض النووي للفيروس حيث استبدل الحمض الأميني أسبارتيك بالحمض الأميني جلايسين،[12] وهي طفرة لبروتين النتوءات الشوكية الموجودة على سطح الفيروس، التي تساعده على دخول الخلايا، إذ تمنح الفيروس مزيدًا من هذه النتوءات وتجعلها أكثر استقرارًا، وهو ما يُسهل عملية التصاقه بالخلايا واختراقها، ما يؤدي إلى زيادة في معدلات العدوى على مستوى الخلية.[13][14]
- الطفرة: «إل 452 آر» (بالإنجليزية: L452R)، تساعد الفيروس على الانتشار بسرعة أكبر إضافة إلى ميزة التخفي المناعي.[15][16]
- طفرة «بي 681 آر» (بالإنجليزية: P681R): هذه الطفرة حدثت عند الموضع 681، في تسلسل الحمض النووي للفيروس حيث استبدل الحمض الأميني برولين بالحمض الأميني أرجنين، والذي قد يزيد من معدل العدوى على مستوى الخلية.[17][18]

## الأعراض
قد تحدث تغيرات في الأعراض الأكثر شيوعًا للإصابة بهذا المتحور عن الأعراض الأكثر شيوعًا المرتبطة سابقًا بكوفيد-19 القياسي. قد يعتقد الأشخاص المصابون خطًا أن أعراضهم عبارة عن نزلة برد شديدة ولا يدركون أنهم بحاجة إلى العزل. الأعراض الشائعة التي أُبلغ عنها هي الصداع والتهاب الحلق وسيلان الأنف أو الحمى. وجدت إحدى الدراسات في المملكة المتحدة، حيث يشكل متغير دلتا 91% من الحالات الجديدة أن معظم الأعراض المبلغ عنها هي الصداع والتهاب الحلق وسيلان الأنف.

## الوقاية
لم تصدر منظمة الصحة العالمية تدابير وقائية ضد متحور دلتا على وجه التحديد، يجب أن تبقى التدابير غير الصيدلانية الموصى بها للوقاية من النوع البري من كوفيد-19 فعالة. يشمل ذلك غسل اليدين، وارتداء القناع، والحفاظ على مسافة من الآخرين، وتجنب لمس الفم أو الأنف أو العينين، وتجنب الأماكن الداخلية المزدحمة ذات التهوية السيئة خاصة عندما يتحدث الناس، والخضوع للاختبار إذا ظهرت الأعراض على الشخص، والعزل إذا ثبتت الإصابة. يجب أن تستمر سلطات الصحة العامة في البحث عن الأفراد المصابين عبر إجراء الاختبار، وتتبع جهات الاتصال الخاصة بهم، وعزل أولئك الذين ثبتت إصابتهم أو تعرضوا للفيروس. يجب على منظمي أي حدث تقييم المخاطر المحتملة لأي تجمع جماهيري ووضع خطة للتخفيف من هذه المخاطر. انظر أيضًا التدخل غير الصيدلاني (علم الأوبئة).
وجد المركز الهندي للأبحاث الطبية أن مصل النقاهة لحالات كوفيد-19 ومتلقي لقاح BBV152 (كوفاكسين) من بهارات بيوتيك كانوا قادرين على تحييد المتغير VUI B.1.617 في المتحور الجديد، لكن بفعالية أقل.
قال أنوراغ أغراوال، مدير معهد علم الجينوم والبيولوجيا التكاملية (IGIB)، إن الدراسة حول فعالية اللقاحات المتاحة على المتحور دلتا تشير إلى أن العدوى بعد التطعيم تكون أكثر اعتدالًا.
وأعرب أنتوني فوسي، كبير المستشارين الطبيين لرئيس الولايات المتحدة، عن ثقته فيما يتعلق بالنتائج الأولية. قال في مقابلة في 28 أبريل:
«ما زلنا نعرف المزيد من البيانات يوميًا حول هذا المتحور. لكن كانت البيانات الأخيرة تبحث في مصل النقاهة لحالات كوفيد-19 والأشخاص الذين تلقوا لقاح كوفاكسين المستخدم في الهند. وعُثر على تحييد في المتغيرات 617.»
وجدت دراسة أخرى أجراها مركز البيولوجيا الخلوية والجزيئية (CCMB) في حيدر أباد أن مصل كوفيشيلد (أكسفورد-أسترازينيكا) يوفر الحماية ضد النسب B.1.617.
وجدت دراسة أجرتها هيئة الصحة العامة في إنجلترا أن لقاحا فايزر وأسترازينيكا يوفران حماية بنسبة 33% ضد الأعراض التي يسببها المتغير بعد الجرعة الأولى. بعد أسبوعين من الجرعة الثانية، وجد أن لقاح فايزر فعال بنسبة 88% في إيقاف الأعراض المرضية لمتغير دلتا بينما كان لقاح أسترازينيكا فعالًا بنسبة 60% ضد المتحور.
أظهرت دراسة أجرتها مجموعة من الباحثين من معهد فرانسيس كريك، نُشرت في مجلة ذا لانسيت أن البشر المطعمين بالكامل بلقاح فايزر لديهم احتمالية امتلاك مستويات من الأجسام المضادة المعادلة ضد متغير دلتا أقل بخمسة أضعاف من الأجسام المضادة للسلالة الأصلية لفيروس كوفيد-19.
في يونيو 2021، أعلنت هيئة الصحة العامة في إنجلترا أنها أجرت دراسة وجدت أنه بعد حقنتين من لقاح فايزر وأسترازينيكا، لوحظ وجود فعالية بنسبة 96% و92% على التوالي في منع دخول مرضى مصابين بالمتحور دلتا إلى المستشفى.
في 3 يوليو، أصدر باحثون من جامعتي تورنتو وأوتاوا في أونتاريو بكندا دراسة ما قبل الطباعة تشير إلى أن لقاح موديرنا قد يكون فعالًا ضد الموت أو الاستشفاء من متغير دلتا.
في دراسة أجرتها جامعة سري جايوردنبرة في يوليو 2021 وجدت أن لقاح سينوفارم BBIBP-CorV تسبب في انقلاب تفاعلية المصل عند 95% من الأفراد الذين خضعوا للدراسة والذين تلقوا جرعتين من اللقاح. كان المعدل أعلى في الفئة العمرية 20-39 (98.9%) ولكنه أقل قليلًا في الفئة العمرية فوق 60 (93.3%). كانت الأجسام المضادة المحايدة موجودة عند 81.25% من الأفراد الملقحين الذين أجريت عليهم الدراسة.
في 21 يوليو، نشر باحثون من مديرية شؤون الصحة العامة دراسة وجدت أن لقاح فايزر كان فعالًا بنسبة 93.7% ضد أعراض متحور دلتا بعد جرعتين، في حين أن لقاح أسترازينيكا كان فعالًا بنسبة 67%.

## العلاج
تشير التجارب في المختبر إلى أن عقار باملانيفاماب قد لا يكون فعالًا ضد دلتا بمفرده. لوحظ أن عقارات كاسيريفيماب / ايميفيماب وايتيسيفيماب فعالة عند إعطائها بتراكيز عالية بما فيه الكفاية. تشير دراسة ما قبل الطباعة إلى أن سوتروفيماب قد يكون فعالًا أيضًا ضد متحور دلتا. يستخدم الأطباء في سنغافورة العلاج بالأكسجين (الأكسجين الإضافي) والريمديسفير والستيرويدات القشرية على عدد أكبر من مرضى دلتا مما كانوا يفعلون في حالة المتغيرات السابقة.